# Spermacoce brachyantha
Spermacoce brachyantha är en måreväxtart som beskrevs av Bernard Verdcourt. Spermacoce brachyantha ingår i släktet Spermacoce och familjen måreväxter.
Artens utbredningsområde är Somalia. Inga underarter finns listade i Catalogue of Life.